# Мюнхенский Космический Круг

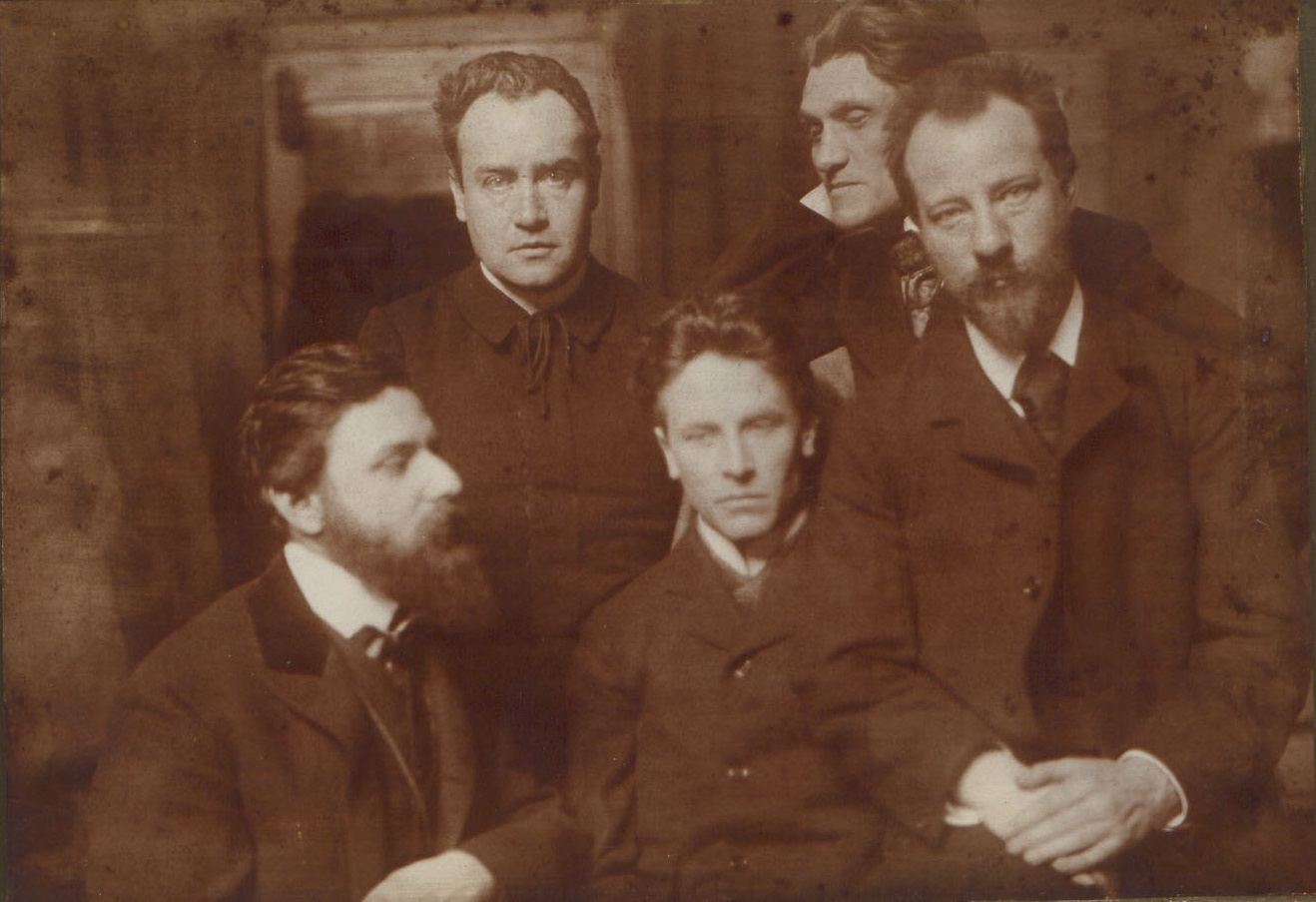
Слева направо Карл Вольфскель, Альфред Шулер, Людвигом Клагесом, Стефан Георге и Альберт Вервей. Фотография Бауэр, Карл Конрад Фридрих, 1902

Мюнхенский Космический круг (нем. Der Kosmikerkreis; Kosmiker) — группа писателей и интеллектуалов в Мюнхене на рубеже XIX и XX веков. Был основан эзотериком Альфредом Шулером, философом Людвигом Клагесом и поэтом Карлом Вольфскелем. Другими членами группы были писатель Людвиг Дерлет и «богемская графиня» Швабинг Фанни цу Ревентлов, которая написала о своём опыте работы с группой в романе с ключом Herrn Dames Aufzeichnungen (1913).

## История
Альфред Шулер и Людвиг Клагес познакомились в 1893 году. Их раннее общение было основано на интересе к драмам Генрика Ибсена. Другим интересом были работы Иоганна Якоба Бахофена, швейцарского антрополога и социолога, и его исследования патриархальных кланов. Шулер и Клагес разработали доктрину, согласно которой Запад страдает от упадка и вырождения, вызванных рационализаторским и демифологизирующим воздействием христианства. Выход из этого ситуации, согласно «космическому» взгляду, может быть только в возврате к языческим истокам. Действия и ритуалы группы часто подавались как сенсация в богемном fin-de-siècle Швабинге.
Некоторые члены Круга также действовали вокруг поэта Стефана Георге, которого Вольфскель представил группе. В 1902 году Людвиг Клагес написал книгу, восхваляющую его поэзию. Георг не был членом Круга, но находился в тесном контакте с группой.
Группа распалась в 1904 году из-за активного спора между Клагесом, который считал себя язычником и противником любой формы организованной религии, и сионистом Вольфскелем, что привело к обвинениям Клагеса в антисемитизме . Стефан Георге также начал дистанцироваться от философии Клагеса в это время и защищал Вольфскеля от Шулера и Клагеса.

## Влияние
Идеология группы рассматривалась как один из интеллектуальных предшественников расистской идеологии нацизма.
Несмотря на распространённый в Круге антисемитизм, нацистский деятель Альфред Розенберг, выражал ненависть к Клагесу. Юлиус Эвола осудил книгу Шулера как «политически опасную» и заявил, что сочинения Клагеса имеют «еврейский тон». Антисемитизм Круга был особого рода, группа поддерживала гомосексуальность и выступала против патриархата.
Под влиянием Lebensphilosophie этой группы находился английский писатель Д. Г. Лоуренс.